# Georgia Skovgaard (broderer)
 Der er flere personer med dette navn, se Georgia Skovgaard.
Georgia Maria Luise Skovgaard, født Schouw (27. september 1828 i København – 15. juli 1868 sammesteds) var en dansk kunstbroderer, gift med maleren P.C. Skovgaard og mor til Joakim, Niels og Susette Skovgaard.

## Baggrund
Hun var datter af botaniker og politiker J.F. Schouw og Susanne (Susette) Marie Augustine født Peschier Dalgas. Hendes barndomshjem var præget af et rigt åndeligt, grundtvigiansk og politisk liv, som bl.a. modtog impulser fra kunstkredsen omkring N.L. Høyen i 1840'erne. Georgia Schouw fik ikke en egentlig undervisning i kunsten, men viste lovende evner i sine tegninger og broderier.

## Ægteskab og virke
Georgia Schouw var i sine ungdomsår forlovet med den berømte guldaldermaler J.Th. Lundbye, men forlovelsen blev drastigt brudt, da Lundbye døde af et vådeskud i den første slesvigske krig i 1848.
3. september 1851 ægtede hun i hjemmet i København maleren P.C. Skovgaard (1817-1875), og præsten var selveste N.F.S. Grundtvig. Ægteskabet stimulerede hendes kunstneriske virkelyst, og ægtefællerne lavede en arbejdsdeling, hvor manden tegnede forlæg, ud fra hvilke Georgia udførte kunstbroderier. Allerede hendes brudeslør med vilde blomster som motiv røbede hendes evner, som også førte til en fornem kaminskærm (1857).
I 1860'erne begyndte Georgia Skovgaard at producere broderi til bredere kredse uden for den hjemlige familiekreds, fx fanerne til de skandinaviske studenterforeninger (1862). Hjælpere som Kristiane Konstantin-Hansen, datter af Constantin Hansen, blev indforskrevet og blev inspireret af Skovgaards stil. Hendes stil udviklede sig fra et naturalistisk tilsnit til et mere klassicerende og forenklet udtryk (Vildsvinetæppet). Ud over ægtefællen tegnede Constantin Hansen, Georg Hilker og Lorenz Frølich også forlæg til Georgia Skovgaard.

## Hendes kunsts efterliv
Skovgaard døde i en barselsseng kun 39 år gammel i 1868, men hendes stil dannede forbillede for den næste generation af broderere, Kristiane Konstantin-Hansen og Johanne Bindesbøll, der i 1873 grundlagde en broderiforretning. 
Hun og manden er begravet på Assistens Kirkegård.
Hendes værker har siden været udstillet på Kvindernes Udstilling i København 1895 og på P.C. Skovgaard-udstillingen i Kunstforeningen 1917; P.C. Skovgaard-udstillingen på Skovgaard Museet i Viborg 1967. Hun var også repræsenteret på Alverdens broderier, Kunstindustrimuseet 1983, og Blomster fra sans og samling, sammesteds 1990.

## Gengivelser
Georgia Skovgaard er gengivet i flere tegninger og malerier af ægtemanden:
- 1847, blyant, Skovgaard Museet
- 1849, blyant, privateje
- Sovende, 1850'erne, pen og sort blæk, Den Kongelige Kobberstiksamling
- Professor N.L. Høyen skal i audiens hos Paven, maleri, 1854, Skovgaard Museet

## Værker
Tegninger:
- Bordkort til middage (Skovgaard Museet)
- Skitsebog med blomstermotiver (1850)
- Skitsebog med motiver fra Italien (1854)

Broderier:
- Brudeslør til Meta Grundtvig, efter tegning af J.Th. Lundbye (1847, forsvundet)
- Eget brudeslør med kaprifolier og markblomster, efter tegning af P.C. Skovgaard (tyll, 1851)
- Kakkelovnsskærm, vinterlandskab med bondegård og køer, efter tegning af P.C. Skovgaard (stramaj, uldgarn i "naturlige farver", gave til N.L. Høyens sølvbryllup 1857, Designmuseum Danmark)
- To sæt stolebetræk, på sædet dobbelt vinranke, på rygstykket hortensiaranke med fugl, efter tegning af P.C. Skovgaard (o. 1860, Designmuseum Danmark)
- Lille tæppe, rensdyrkalv (o. 1860, Skovgaard Museet)
- Gulvtæppe, Vildsvinetæppet, efter tegning af P.C. Skovgaard efter gulvmosaik i Casa del Cinghiale, Pompeji (mørkegrønt og naturhvidt uldgarn på stramaj, o. 1860-68, Designmuseum Danmark)
- Fire faner til studenterforeninger ved de nordiske universiteter med Thor, Odin, Freja og Hejmdal, efter tegning af Constantin Hansen (o. 1862-63, udført under ledelse af Skovgaard, der selv broderede ansigterne)
- Kakkelovnsskærm (gave til baron Henrik Stampe på Nysø 1864)
- Lænestol efter udkast af Jørgen Roed (Designmuseum Danmark)
- Div. broderede tæpper og puder (Designmuseum Danmark)